# Курозвенцкий, Завиша
Завиша Курозвенцкий (умер в январе 1382) — польский римско-католический и государственный деятель, подканцлер коронный (1371—1373), канцлер великий коронный (1373—1379), епископ краковский с 1 мая 1381 года по 12 января 1382 год.

## Биография
Представитель польского шляхетского рода Курозвенцких герба «Порай». Сын воеводы и каштеляна краковского Добеслава Курозвенцкого (ок. 1320—1397). Имя его матери неизвестно, она была внучкой воеводы краковского Петра Богории Скотницкого.

## Духовная карьера
В 1352—1353 годах — каноник сандомирский, в 1353—1380 годах — каноник краковский, с 1366 года — архидиакон. В 1380 году Завиша Курозвенцкий был назначен епископом краковским и занимал эту должность до своей смерти в 1382 году.

## Политическая карьера
Его политическая карьера началась в тот период, когда Завиша Курозвенцкий был кустошем велицким (1370). Завиша Курозвенцкий был крупным политиком, верным сторонником Анжуйской династии, сторонник избрания на польский престол одной из дочерей Людовика Венгерского после его смерти. В 1371—1373 годах он занимал должность подканцлера коронного. В 1373 году он был назначен канцлером великим коронным, занимал эту должность до 1379 года. В 1381 году Завиша Курозвенцкий стал наместником в Польском королевстве после смерти Елизаветы Польской, матери Людовика Венгерского. Получил право на назначение важнейших должностных лиц Королевства Польского, что использовал в борьбе с оппозицией, состоящей, в основном, из великопольских магнатов.
В январе 1382 года Завиша Курозвенцкий скончался в Доброводе. Польский хроник Янко из Чарнкова записал, что он скончался после ночного падения с лестницы.